# Paçoca
La paçoca de amendoim, o simplement paçoca (portuguès: [paˈsɔkɐ]), és un dolç típic de la cuina brasilera, originari de l'interior de São Paulo, Minas Gerais i Paraná. Forma part de la cuina popular, es fa amb cacauet mòlt, sucre i sal. Algunes receptes també hi afegeixen farina, com farina de blat de moro, farina de civada o farina de mandioca. Conegut arreu del Brasil, és molt comú durant la Festa Junina, una festa anual que celebra l’estil de vida camperol. Es reconeix per la seva textura seca i el seu gust dolç, i és un dels dolços brasilers més tradicionals i estimats.